# 小行星1950
小行星1950（1950 Wempe）是一颗围绕太阳公转的小行星。1942年3月23日，卡爾·威廉·萊茵姆特在海德堡发现了此天体。
該小行星以德國天文學家約翰·溫普（Johann Wempe）命名。
这颗小行星的绝对星等为53.02034985283801等。